# Matúš Turňa
Matúš Turňa (ur. 11 maja 1986 w Breźnie) – słowacki piłkarz grający na pozycji prawego obrońcy w klubie FK Podkonice.